# Żywik

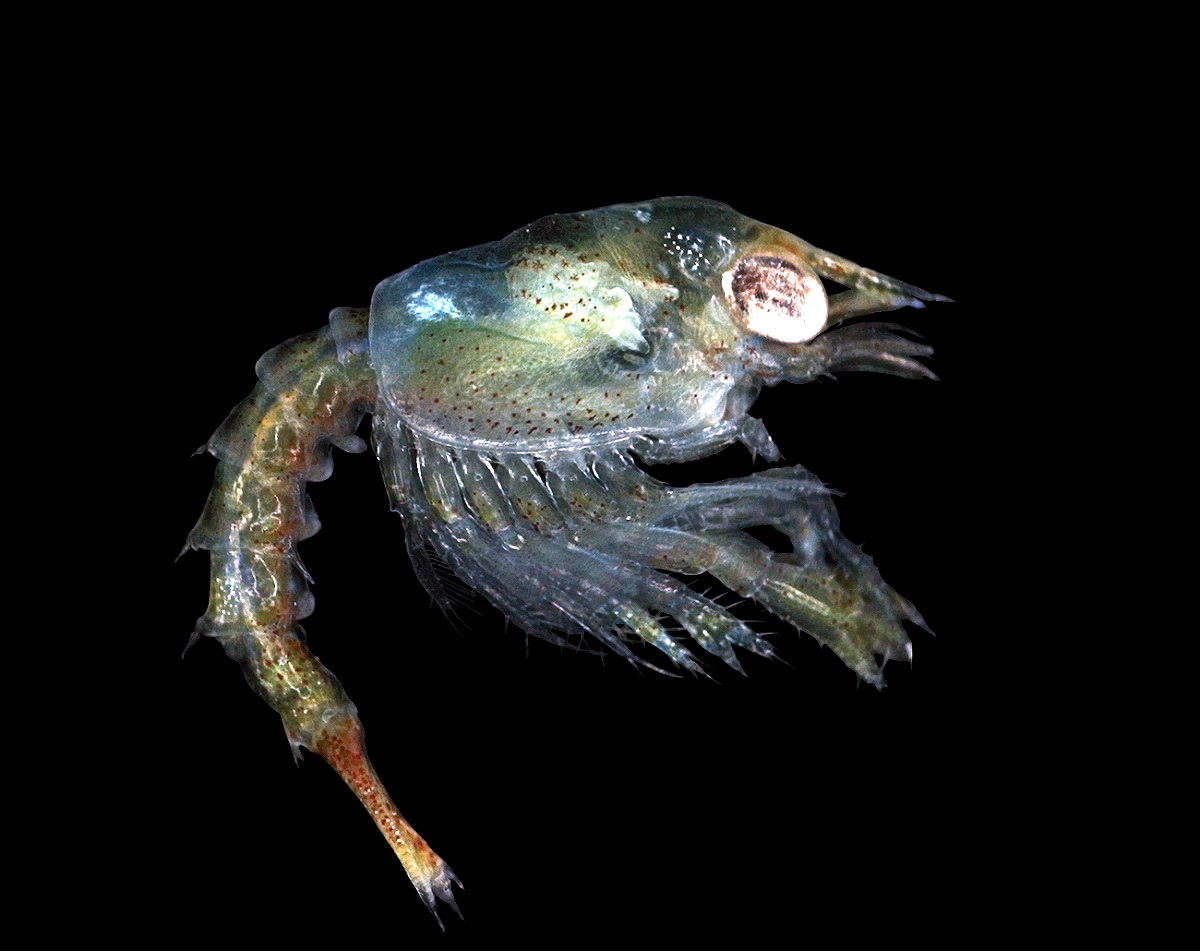
Żywik homara europejskiego

Żywik (ang.: Zoea) - jest to larwa występująca tylko u pancerzowców, nie występuje w rozwoju skorupiaków niższych. Cechują ją jednolity głowotułów pokryty karapaksem, segmentowany tułów (pereon) i odwłok.
Głowotułów zaopatrzony jest w parę oczu złożonych, osadzonych na słupkach (u niektórych występuje także oko naupliusowe), długie haczykowate wyrostki ułatwiające unoszenie się na wodzie, jednogałęziowe czułki I, dwugałęziowe czułki II, żuwaczki i szczęki I i II. Za głowotułowiem występują zawiązki 5 segmentów tułowia z zawiązkami odnóży lokomocyjnych i segmentowany odwłok z widełkami. U części żywików na końcu odwłoka, zamiast widełek występują uropody. 
Oprócz opisanych, mogą występować jeszcze różne inne modyfikacje tej larwy, charakterystyczne dla poszczególnych grup pancerzowców. Na przykład w rozwoju rawek występuje larwa zbliżona budową do typowego żywika i określa się ją jako pseudozoëa lub antizoëa. Żywik jest larwą o pełnej segmentacji i dalszy jego rozwój jest epimorficzny, nie przyrastają nowe segmenty, a rozwijają się odpowiednio narządy zewnętrzne i wewnętrzne. Żywik liniejąc i rosnąc przekształca się w postać młodocianą, zwaną także postlarwą, która ogólnie przypomina postać dojrzałą, ale jest niedojrzała płciowo. Postlarwom rozwiniętym z żywika nadaje się różne nazwy. Jako metazoëa (pożywik) określana jest larwa powstała z żywika mająca dobrze rozwinięte odnóża tułowiowe i zawiązki odnóży na pierwszych segmentach odwłoka, a np. postlarwa u krabów, bardzo przypominająca postać dojrzałą, określana jest jako megalopa. Żywik występuje w różnych fazach rozwoju pancerzowców. Może się wylęgać z jaja, może się rozwinąć z naupliusa, metanaupliusa lub przedżywika.